# Samdhan
Samdhan é uma cidade e uma nagar panchayat no distrito de Kannauj, no estado indiano de Uttar Pradesh.

## Demografia
Segundo o censo de 2001, Samdhan tinha uma população de 25,310 habitantes. Os indivíduos do sexo masculino constituem 53% da população e os do sexo feminino 47%. Samdhan tem uma taxa de literacia de 35%, inferior à média nacional de 59.5%: a literacia no sexo masculino é de 44% e no sexo feminino é de 25%. Em Samdhan, 21% da população está abaixo dos 6 anos de idade.